# Song International
Song International ist ein Dokumentarfilm des DEFA-Studios für Kurzfilme von Jürgen Böttcher aus dem Jahr 1971.

## Handlung
Dieser Film zeigt Aufnahmen vom 2. Festival des politischen Liedes in Berlin, Hauptstadt der Deutschen Demokratischen Republik (DDR) im Jahr 1971. Er beginnt mit einem Spaziergang der chilenischen Musikgruppe Quilapayún und der ebenfalls aus Chile stammenden Sängerin Isabel Parra über den Alexanderplatz in Ost-Berlin. Aus der in der Nähe befindlichen Kongresshalle am Alexanderplatz wird dann auch ein erster Konzertauftritt mit der Gruppe Lyrik Song Club DDR gezeigt. Mitglieder des Berliner Oktoberklubs, die zu den wichtigsten Organisatoren des Festivals gehören, erzählen, was sie bewegte, gerade ein Festival des politischen Liedes ins Leben zu rufen. Das präzisierte Hartmut König, indem er betonte, dass es sich um sozialistische, politische Lieder handele. Eine Sängerin der sowjetischen Gruppe Lutschina erzählt vor ihrem Auftritt, dass es sie besonders freut, hier die Gruppe Quilapayún zu treffen, die sie bereits von Konzerten in Chile kennen.
Die Gruppe Il Contemporaneo aus Italien erklärt, dass es für sie wichtig ist an diesem Festival teilzunehmen, da sie hier mit Gleichgesinnten zusammentrifft und sich über Ländergrenzen hinweg austauschen kann. Nach dem Interpretieren von Streikliedern, verlassen sie mit erhobenen Fäusten, unter starken Beifall, die Bühne. Es folgt die Cynthia - Nowke - Gruppe aus Südafrika, die aus Studenten besteht. Sie erzählt in fünf Liedern vom Freiheitskampf ihres Volkes, an deren Spitze Nelson Mandela steht. Auch sie berichten, wie wichtig es ist, während des Festivals von den anderen Gruppen zu lernen. Nun erscheinen die Mitglieder der Gruppe Agit-Prop aus Finnland auf der Bühne, die überwiegend auch aus Studenten besteht. Durch ihre Musik versuchen sie in ihrer Heimat die Ideen des Sozialismus zu verbreiten, was zu einem hohen Bekanntheitsgrad, besonders unter den Jugendlichen, führt. Die Sängerin Sinikka Sokka nutzt die Gelegenheit, sich beim Oktoberklub und den anderen Organisatoren für das Festival zu bedanken.
Der nächste Titel kommt von der Gruppe Thanh-Nien Ho-Chi-Minh, die damit ihren verehrten Führer Hồ Chí Minh gedenkt. Selbst im Zuschauersaal wird mitgesungen. Dieses Lied, wie auch alle anderen der Veranstaltung, wird durch Foto- und Filmeinblendungen begleitet. Im Anschluss daran kommt erneut die chilenische Gruppe Quilapayún auf die Bühne, allerdings um dieses Mal die Sängerin Isabel Parra zu begleiten. Gemeinsam interpretieren sie ein Lied, welches den Kampf um den Sieg der Unidad Popular bei den Präsidentschaftswahlen in Chile 1970 beinhaltet, um danach noch einige Lieder ohne Isabel zu singen. Bevor sich alle beteiligten Singegruppen zum Abschied gemeinsam mit dem Lied Avanti Popolo auf der Bühne versammeln, singt die italienische Gruppe noch ein Lied mit dem Titel Freedom, mit dem die Freilassung der inhaftierten Angela Davis in den USA gefordert wird.

## Produktion und Veröffentlichung
Die Uraufführung des unter dem Arbeitstitel Festival des politischen Liedes Berlin von der Künstlerischen Arbeitsgruppe (KAG) Camera DDR im Auftrag des Ministeriums für Auswärtige Angelegenheiten der DDR gedrehten Schwarzweißfilms fand am 8. Oktober 1971 während der IV. Jugendfilmwoche in Erfurt statt. Die Erstsendung im Fernsehen erfolgte am 8. Februar 1972 im 1. Programm des Fernsehens der DDR.

## Kritik
In der Neuen Zeit bemerkte Helmut Ullrich in seinem Bericht von der XIV. Internationalen Leipziger Dokumentar- und Kurzfilmwoche für Kino und Fernsehen:

„[…] So aber ist ‚Song International‘ auch ein Film, der mit Elan, dem Elan einer von den Ideen des Fortschritts und der Solidarität begeisterten Jugend, der dominierenden Thematik des Leipziger Festivals besonders entspricht.“

## Auszeichnungen
- 1971: „Goldene Taube“ bei der XIV. Internationalen Leipziger Dokumentar- und Kurzfilmwoche für Kino und Fernsehen[4]